# Gambler (singel)
Gambler – utwór amerykańskiej piosenkarki Madonny, pochodzący z filmu Zwariowałem dla ciebie (ang. Vision Quest), wydany na singlu w październiku 1985 roku.
John „Jellybean” Benitez po zakończeniu współpracy z Madonną nad utworem „Crazy for You” chciał wyprodukować piosenkę. Artystka zgodziła się i singiel trafił ostatecznie na ścieżkę dźwiękową filmu. Wydanie singla w Stanach Zjednoczonych zostało wstrzymane, ponieważ kierownictwo Madonna’s Sire Records obawiało się, że sukces piosenki źle wpłynie na single promujące krążek Like a Virgin, a także „Crazy for You”.
Muzycznie „Gambler” to optymistyczny synth pop i disco z instrumentami perkusyjnymi, elektronicznymi handclapami i perkusją, któremu towarzyszy syntezator basowy i instrumenty klawiszowe.
Piosenka osiągnęła sukces w rankingach w Australii, Belgii, Irlandii, Włoch, Holandii, Norwegii i Wielkiej Brytanii. Madonna wykonała piosenkę tylko raz, w 1985 podczas The Virgin, co zostało udokumentowane na VHS Live: The Virgin Tour.
Wideoklip został zmontowany ze scen z filmu Vision Quest.